# 遠賀野站
遠賀野站（日语：／ Ongano eki */?）是位於福岡縣直方市大字感田字若柳，筑豐電氣鐵道筑豐電氣鐵道線車站。車站編號為CK19。

## 歷史
- 1959年（昭和34年）9月18日 - 車站啟用。

## 車站構造
車站是一座地面車站，設有2面2線的相對式月台。此站是無人車站。

### 月台
| 月台 | 路線        | 方向                       | 備註 |
| ---- | ----------- | -------------------------- | ---- |
| 1    | ■筑豐電鐵線 | 感田、筑豐直方方向         |      |
| 2    | ■筑豐電鐵線 | 楠橋、永犬丸、黑崎站前方向 |      |

※實際上沒有月台編號，上述的編號只用作列車運輸指令上使用。

## 使用狀況
在2019年度，1日平均上下車人次為431人。以下為近年1日平均上下車人次列表。
| 年度               | 1日平均 上下車人次 |
| ------------------ | ------------------ |
| 2010年（平成22年） | 472                |
| 2011年（平成23年） | 399                |
| 2012年（平成24年） | 347                |
| 2013年（平成25年） | 391                |
| 2014年（平成26年） | 366                |
| 2015年（平成27年） | 365                |
| 2016年（平成28年） | 361                |
| 2017年（平成29年） | 357                |
| 2018年（平成30年） | 400                |
| 2019年（令和元年） | 431                |

## 車站周邊
- 國道200號（日语：国道200号）
- 東和苑團地
- 直方感田郵局
- 老人之家感田
- Lumiere（日语：ルミエール (ディスカウントストア)）直方店
- Geo（日语：ゲオ）木屋瀨店
- Trial 直方店
- COSMOS藥品（日语：コスモス薬品）COSMOS折扣藥品感田店
- 7-11直方感田店
- 濱壽司直方感田店
- 菜之花大橋（宗像市、鞍手町方向）
- 感田保育園

## 相鄰車站
筑豐電氣鐵道
筑豐電氣鐵道線
木屋瀨（CK18）－遠賀野（CK19）－感田（CK20）

## 注腳
1. ↑  鉄道事業｜企業・グループ情報《西鉄について》 （页面存档备份，存于）（日語） 令和元年度 駅別乗降人員
2. ↑  統計直方 （页面存档备份，存于）（日語） - 直方市